# Diocèse d'Achonry
Le diocèse d'Achonry (irlandais: Achas Conaire, latin: Achadensis) est un diocèse suffragant de l'archidiocèse de Tuam en Irlande, constitué en 560. Il a pour cathédrale celle de Notre-Dame-de-l'Annonciation-et-Saint-Nathy de Ballaghaderreen.
Depuis février 2025, l'évêque du diocèse est Kevin Doran (en), aussi évêque d'Elphin, les deux diocèses étant unis in persona episcopi.

## Territoire
Le diocèse couvre des parties des comtés de Mayo, Roscommon et Sligo. Les villes les plus importantes sont Charlestown, Kiltimagh et Swinford.

## Historique
Le diocèse d'Achonry est créé par le synode de Kells. Le premier évêque, Mael Ruanaid Ua Ruadain (mort en 1170), est consacré en mars 1152. 
Le pape Jean XII, par une bulle du 31 juillet 1317, déclare la fusion des trois diocèses d'Annaghdown, de Kilmacduagh et d'Achonry avec l'archidiocèse de Tuam, dont ils étaient suffragants. L'union d'Achonry avec Tuam devait intervenir à la mort de l'évêque David en 1344 mais en 1346 le chapitre d'Achonry, avec l'agrément de l'archevêque et du chapitre de Tuam, envoie une supplique au pape Clément VI afin d'obtenir la dissolution de l'union, dont on n'entend plus jamais parler.
À la suite de la Réforme de 1534 voulue par Henri VIII d'Angleterre, le diocèse traverse une période de crise profonde. Durant celle-ci, l'évêque Eugene O'Hart, dominicain, se distingue particulièrement. Ancien prieur de l'abbaye de Sligo (en) ; nommé par le pape Pie IV le 28 janvier 1562,  il devient administrateur de l'archidiocèse d'Armagh et reçoit en 1575 des pouvoirs spéciaux pour toute la province ecclésiastique de Tuam. Présent au concile de Trente, il semble avoir été reconnu par la reine Élisabeth Ire vers 1585. Après sa mort, le diocèse connait une longue période de vacance tout au long du XVIIe siècle, avec seulement des vicaires.
Les évêques résident à Ballaghaderreen depuis 1818, bien que le diocèse ait conservé son ancien nom médiéval. La cathédrale a été construite sous l'épiscopat de Patrick Durcan au milieu du XIXe siècle et achevée sous l'évêque John Lyster. La construction du séminaire diocésain est également due à ce même évêque.
Depuis le 16 février 2025, il est uni in persona episcopi au diocèse d'Elphin.

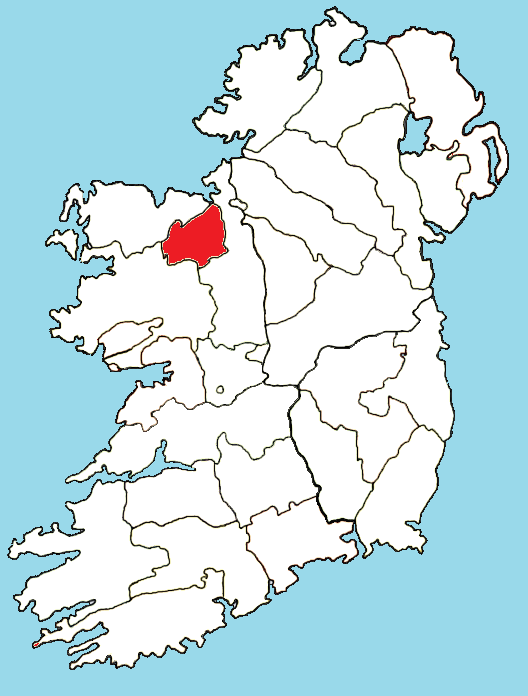
Localisation du diocèse d'Achonry en Irlande.
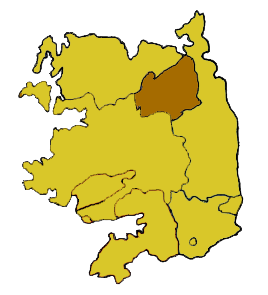
Le diocèse avec la province ecclésiastique d'Armagh.

## Évêques
Liste des dix derniers év^ques du diocèse :
- Patrick MacNicholas (1818-1852)
- Patrick Durcan (1852-1875)
- Francis McCormack (1875-1887 ; évêque coadjuteur 1871-1875)
- John Lyster (1888-1911)
- Patrick Morrisroe (1911-1946)
- James Fergus (1947-1976)
- Thomas Flynn (1976-2007)
- Brendan Kelly (2007-2017)
- Paul Dempsey (2020-2024)
- Kevin Doran (en) (depuis le 16 février 2025- )

## Source
- (en) T.W Moody, F.X. Martin, F.J. Byrne A New History of Ireland IX Maps, Genealogies, Lists. A companion to Irish History part II . Oxford University Press réédition 2011  (ISBN 9780199593064).